# Charlatan (zaal)
De Charlatan is een muziekcafé en concertzaal op de Vlasmarkt in de Belgische stad Gent.

## Geschiedenis
Op aangeven van onder meer Paul Couter, nemen Jo Van Groeningen (vader van filmmaker Felix Van Groeningen) en Bart Vrancken in 1989 de Tramway over, een supporterscafé van voetbalclub Racing Heirnis Gent. Ze geven het café de naam "Charlatan". Het wordt een populaire trekpleister, in het bijzonder voor muzikanten. De stijgende populariteit gaat echter ook gepaard met toenemend geweld en drugsmisbruik, problemen waar Van Groeningen geen pasklaar antwoord op heeft.
In 2000 nemen Joris en Gerald Claes de Charlatan over van Jo Van Groeningen. Ze voeren grondige verbouwingen uit en breiden de zaak uit met een concertzaal. De twee broers vormen ook de inspiratie voor de hoofdpersonages in de film Belgica van Felix Van Groeningen uit 2016, al wordt benadrukt dat het verhaal van Belgica niet hetzelfde is als dat van de Charlatan, ondanks de vele gelijkenissen. Dat de broers in de film het café niet samen kunnen blijven runnen, komt alleszins overeen met de realiteit, want in 2003 stapt Joris Claes op als zaakvoerder en gaat broer Gerald verder met medezaakvoerders Nik Vandenberghe en Mario Vuylsteke.
In 2019 viert de Charlatan zijn dertigjarig bestaan. De zaak is dan uitgegroeid tot een begrip in het Gentse nachtleven waar gemiddeld 200 optredens per jaar plaatsvinden – vooral op weekdagen – en waar in het weekend vooral gedanst wordt.